# 熱帶主義運動
熱帶主義運動（葡萄牙語： Tropicália / Tropicalismo），是1960年代晚期興於巴西的文藝運動，雖然包含戲劇、詩歌、音樂等藝術形式，但以音樂為主的文藝運動。最初，熱帶主義運動融合巴西音樂、非洲節奏樂、搖滾樂等不同類型音樂。
熱帶主義運動受巴西的圖象詩影響甚多。圖像詩是一種巴西前衛詩歌文體，代表作家包括Noigandres詩歌小組的奧古斯托()與阿羅多()，以及 Décio Pignatari。

## 歷史

### 食人宣言
熱帶主義（Tropicália）一詞，取自奧蒂西卡()的同名裝置藝術。食人文化（葡萄牙語：antropofagia）是熱帶主義運動中重要的文化建構母題，指各文化間的同類相食（cannibalism），即融合不同藝術類型來創造出獨特的新類型。食人文化，詩人安得拉德（Oswald de Andrade） 在1928年出版的《食人宣言》（葡萄牙語：Manifesto Antropófago）中提出，1960年代的熱帶主義運動家們進一步推廣。
透過奧蒂西卡、Emerson Adriano Catarina、莉吉亞·克拉克()、Rogério Duprat、Antonio Dias 等藝術家之手，熱帶主義在巴西60年代的視覺藝術場域也佔有一席之地。

### 1960年代巴西音樂

卡耶塔諾·費洛索是熱帶主義運動的代表音樂家。1967年10月21日，第三屆大眾音樂節。

熱帶主義汲取了嬉皮運動中的包容與開放，於1960年代開始影響巴西的音樂界。運動早期是由著名音樂人卡耶塔諾·費洛索（Caetano Veloso）和吉巴托·吉爾（Gilberto Gil）主導，兩人以及其他參與運動的樂手，時常以不同於傳統的曲式來創作。1968年，多名樂手共同製作的唱片《热带主义：面包和马戏》（Tropicália: ou Panis et Circencis） ，是熱帶主義運動的音樂宣言，而政治上，這張唱片表達了對巴西1964年政變的反抗心理。1964年政變之後，政治意味濃厚的歌詞及激進的藝術形態成了熱帶主義運動前進的推手，與同時期的巴西新電影運動（Cinema Novo）一同為社會發聲。
熱帶主義運動的推展雖然成功，卻只維持了短暫幾年，但其對巴西音樂的影響卻極為深遠。運動起初的推手卡耶塔諾·費洛索和吉巴托·吉爾，因作品充滿政治意涵而遭到巴西軍政府逮捕，兩人雖然在兩個月後獲釋，卻被迫流亡倫敦，直到1972年為止。但有些參與運動的人卻沒有那麼幸運，有的被施以酷刑，有的則被迫接受「心理照護」，歌詞創作者及詩人Torquato Neto 即在接受處置後自殺身亡。而儘管費洛索和吉爾在外流亡了4年，最終得以返回巴西繼續他們的音樂生涯。
熱帶主義運動雖然只持續了幾年，但20年之後，當巴西民主政府於1985年再度執政時，運動也獲得了該得的尊敬。1993年，耶塔諾·費洛索和吉巴托·吉爾共同發行了一張唱片《熱帶主義2》（Tropicália 2），以紀念熱帶主義運動25年的歷史及其在巴西的重要性，同時也回顧了他們當年所從事的諸多實驗性藝術活動。事實上，在運動開展後多年，世界各地的音樂家還是以熱帶主義運動及其先鋒作為音樂創新的靈感源頭。

### 21世紀
如今熱帶主義及相關的樂手已越來越受歡迎，也有許多搖滾樂手聲稱自己受到熱帶主義影響。
2002年卡耶塔諾·費洛索出版了《Tropical Truth: A Story of Music and Revolution in Brazil》，記錄並回顧熱帶主義運動。1999年發行的唱片《Tropicália Essentials》，收入了巴托·吉爾, 卡耶塔諾·費洛索, Gal Costa, Tom Zé，以及 Os Mutantes 的音樂，介紹了熱帶主義音樂的風格。其他的合輯還包括：《Tropicalia: Millennium》 (1999), 《Tropicalia: Gold》 (2002),《Novo Millennium: Tropicalia》 (2005)，以及《Tropicalia: A Brazilian Revolution In Sound》(2006)。